# Miquel-Lluís Muntané

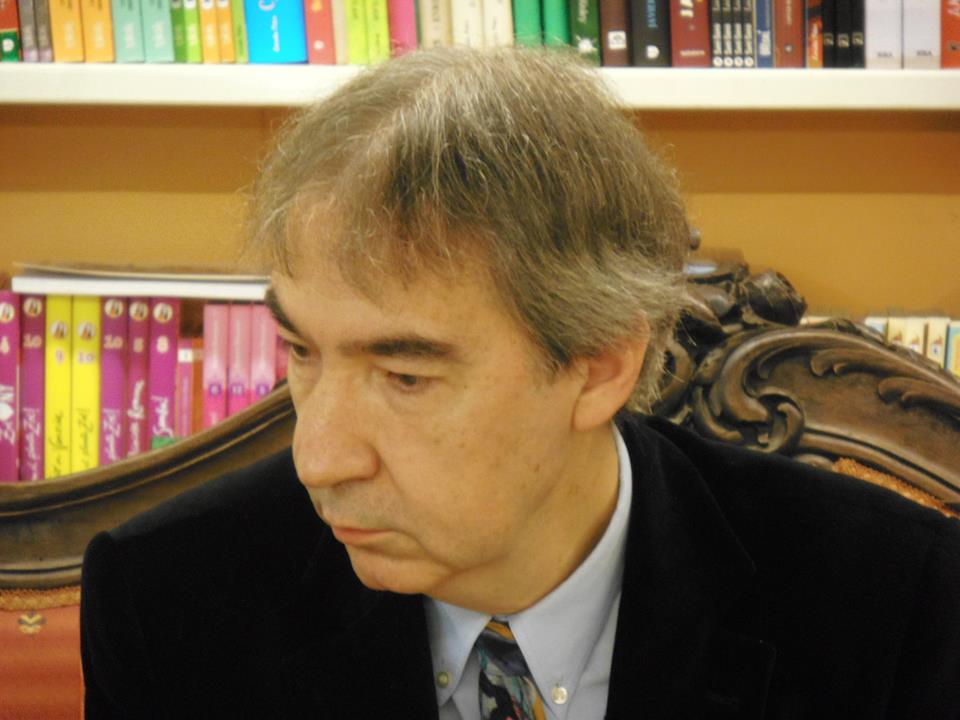
Miquel-Lluís Muntané

Miquel-Lluís Muntané född 1956 i Barcelona 1956, är en spansk författare. 
Han studerade filologi, sociologi och musik. Han arbetade inom olika områden såsom journalistik, undervisning och kultur. Som författare är han känd för sin poesi, han har också skrivit berättelser, essäer och en teaterpjäs, samt artiklar i media om litteratur, musik och andra konstarter. Han var lärare på Institutionen för pedagogik på Barcelonas Universitet och är hedersordförande för FCACU, det katalanska förbundet av UNESCO-föreningarna. För närvarande är han verksam i olika kulturella föreningar och stiftelser. 
Som en poet är det en av de mest framstående medlemmarna i den så kallade generationen av 80-talet (eftersom det var i det decenniet av det tjugonde århundradet när de började publicera och sprida sitt arbete) och kritiken har markerat sin förmåga att fördjupa den mänskliga själens subtiliteter från en noggrann observation av det dagliga livet.